# Alexandre Cirici i Pellicer
Alexandre Cirici Pellicer (Barcelona, 22 de juny de 1914 — Barcelona, 10 de gener de 1983) va ser un crític d'art, escriptor, polític i pedagog català.

## Biografia
Va néixer al si d'una família benestant que ben aviat veuria capgirada la seva situació econòmica. Era fill d'Alexandre Cirici i Jordana, advocat, i de Clotilde Pellicer i Montseny. La formació primerenca del futur crític i assagista s'esdevingué en un entorn marcadament noucentista. El 1931 va començar els estudis universitaris a la Facultat de Ciències per ingressar posteriorment a l'Escola d'Arquitectura de Barcelona. En aquest àmbit va participar en la fundació de la Federació Nacional d'Estudiants de Catalunya, on ocupà diferents càrrecs directius; ideològicament va estar vinculat de ben jove a grups catòlics i més tard als corrents més catalanistes del republicanisme, com Palestra i les Joventuts d'Esquerra Republicana de Catalunya-Estat Català.
L'esclat de la Guerra Civil va apartar-lo dels estudis i va partir al front d'Aragó com a topògraf. Retornat a Barcelona, s'incorporà a la Comissió d'Indústries de Guerra. L'any 1938 es va casar amb Carme Alomar. La victòria feixista va fer que s'exiliés a Montpeller, on va assistir a la Universitat i a l'Escola de Belles Arts. Més tard, va residir uns mesos a París per continuar els estudis d'arquitectura, però l'ofensiva militar de l'Alemanya nazi contra França el va portar de nou a la ciutat occitana i d'aquí va retornar a Barcelona.
Un cop a la capital catalana va trobar cert suport i acollença en el grup catolicomontserratí articulat al voltant de Fèlix Millet i Maristany, un dels escassos membres de l'alta burgesia barcelonina que, malgrat el seu arrenglerament amb el franquisme, va mantenir cert compromís amb determinats valors de la tradició cultural catalana. Cirici treballà en diverses empreses del magnat -sector editorial, immobiliari i cinematogràfic-, però sempre en una situació d'extrema precarietat, i participà en algunes de les plataformes civicoculturals i religioses de l'entorn milletià. També va entrar en contacte amb altres nuclis catalanistes al marge de la legalitat del moment com el Front Universitari de Catalunya, a partir del qual participà en l'organització dels grups Gerbert i Miramar, que aplegaven diversos sectors intel·lectuals. Amb altres estudiosos, va crear la Societat Catalana d'Estudis d'Art (1945), que l'any següent esdevindria filial de l'Institut d'Estudis Catalans. Va formar part del grup de la revista Ariel i col·laborà en activitats de l'Institut Francès de Barcelona. Durant la postguerra, el 1947, va participar en el primer congrés del Moviment Socialista de Catalunya (MSC), celebrat en la clandestinitat, i s'integrà en el seu consell de l'interior. Aquell mateix any va començar la carrera d'història a la Universitat de Barcelona. Posteriorment, va participar en la formació del Club 49 i va treballar com a director artístic en la pel·lícula de dibuixos animats Érase una vez..., que l'any 1950 fou guardonada a la Biennal de Venècia.
L'any 1951 va prendre part activa en la creació de l'empresa Zen de publicitat i hi exercí de grafista, una activitat professional que desenvoluparia pràcticament fins als darrers anys de la seva vida. El 1956 fou un dels impulsors de l'Associació d'Artistes Actuals, on s'aplegaven alguns dels artistes i crítics més renovadors del moment, i en va esdevenir president. Al final de la dècada, promogué l'Escola d'Art, on exercí d'ensenyant, i l'Agrupació de Disseny Industrial, ambdues vinculades al Foment de les Arts Decoratives. L'any 1960 es va inaugurar el Museu d'Art Contemporani de Barcelona sota la seva direcció, càrrec que ocupà durant fins al 1965. La seva activitat docent va continuar a l'Escola d'Arts Aplicades i Oficis Artístics, a l'Escola Elisava i el 1967 participà en la fundació de l'Escola Eina, on també va fer de professor. Posteriorment, es va incorporar a la Universitat de Barcelona (UB), on impartí classes de sociologia de l'art, semiòtica visual i història de l'art contemporani. Així mateix, va impartir diversos cursos a l'Escola de Disseny Tèxtil.
En el terreny polític, la seva militància al MSC va durar fins al 1953. Una vegada es va esvair el miratge que una intervenció aliada posaria fi a la dictadura i, per contra, aquesta va veure reforçada la seva posició internacional en el context de la Guerra Freda, Cirici i bona part de l'oposició cultural van assumir la necessitat d'abandonar els plantejaments de semiclandestinitat i optar per vies legals que possibilitessin un major grau d'incidència, malgrat les inevitables contradiccions que això suposava. Va passar a relacionar-se estretament amb el grup de l'historiador Jaume Vicens, el qual mantenia bons contactes tant amb determinades instàncies oficials i persones de l'entorn opusdeista, com amb nuclis significatius de la burgesia més cosmopolita, favorable a mesures de liberalització econòmica. Aquesta dinàmica va propiciar alhora un progressiu acostament de Vicens cap als sectors catalanistes als quals Cirici es mantenia vinculat.
Durant els anys seixanta, el seu nom es va convertir en una de les signatures habituals dels comunicats on es denunciaven aspectes concrets de la situació del país. Va prendre part el 1970 en la tancada a l'Abadia de Montserrat de l'Assemblea Permanent d'Intel·lectuals Catalans en protesta pel Procés de Burgos i en la constitució de l'Assemblea de Catalunya (1971), any que fou empresonat. Impulsor del Grup d'Independents per al Socialisme, formà part del primer secretariat del PSC. L'any 1977 va ser elegit senador a Madrid per l'Entesa dels Catalans, càrrec que renovà en les dues següents legislatures en les candidatures socialistes. Com a representant de l'Assemblea Parlamentària del Consell d'Europa, es va significar per la defensa dels drets de les llengües minoritzades.

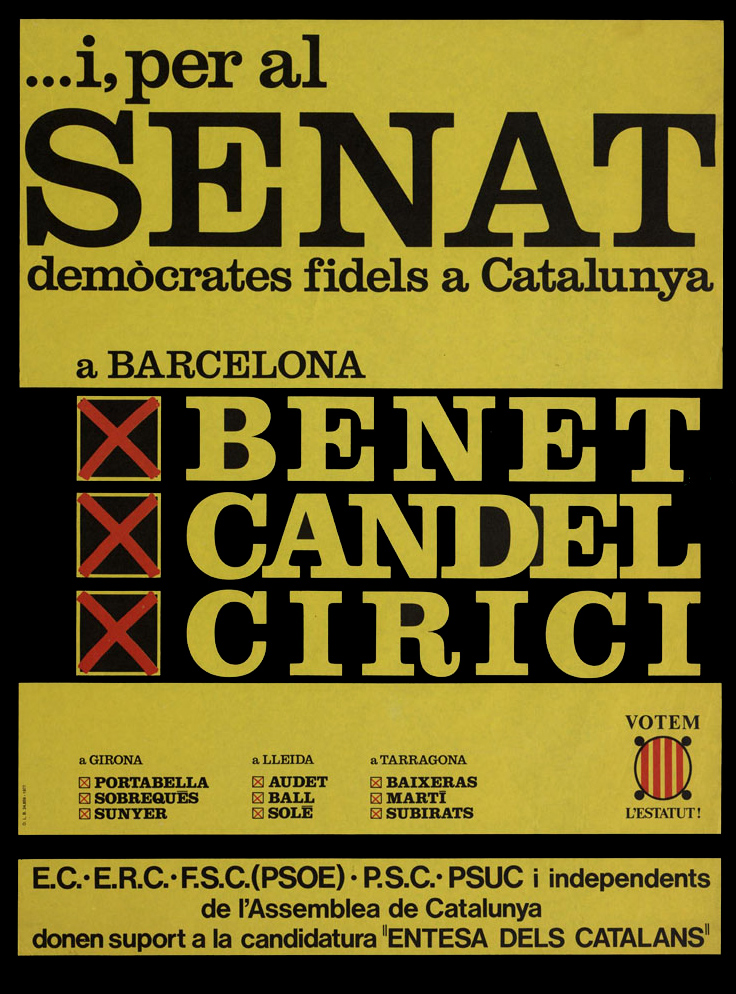
Cartell publicitari de la candidatura unitària de l'Entesa dels catalans (1977)

Cal destacar que la seva obra i personalitat, tot i les adversitats a què va haver d'enfrontar-se, tingué un notable reconeixement nacional i internacional. En efecte, a banda de donar múltiples conferències i formar part de diferents jurats arreu del món, treballs seus es van publicar a Nova York, París, Londres, Milà o Ginebra. El 1974 fou elegit vicepresident de la secció corresponent a l'Estat espanyol de la International Research on Mass Communication. Com a membre de l'Associació Internacional de Crítics d'Art (AICA), participà activament en nombrosos congressos i el 1978 en fou elegit president a Suïssa. També va formar part del consell de redacció de la prestigiosa revista The Studio International i exercí de director consultant de la publicació Teoría y crítica, vinculada a l'AICA.

## Obra (descripció)
Un dels valors de la seva aportació ve del fet que va emprendre, en uns moments històrics especialment difícils, la tasca de bastir una obra analítica, interpretativa i divulgativa d'una remarcable ambició intel·lectual, molt atenta a les dinàmiques internacionals, i que alhora aspirava a influir i donar sentit a una diversitat de manifestacions artístiques generades arreu dels Països Catalans.

L'autor va formar part de la plèiade de noms que, en plena dictadura franquista, impulsaren la renovació de la crítica, l'assaig i la historiografia artística a l'àmbit català i a l'Estat espanyol. Una fornada d'estudiosos que començaren a recompondre el llegat modern, en bona part estigmatitzat pels feixismes, a interessar-se per l'art nou i a difondre autors i corrents d'abast internacional. El llibre Picasso antes de Picasso va aparèixer el 1946; el fet de centrar-se en els anys de formació de l'artista a Barcelona també suposava la vindicació d'un entorn cultural fins llavors poc valorat, el qual tractaria a bastament en un dels seus textos fonamentals, El arte modernista catalán (1951). En els anys següents, Cirici col·laboraria en aportacions col·lectives rellevants com ara Historia del arte español (1955), de Fernando Giménez-Placer; L'art català (1957-1961), dirigit per Joaquim Folch i Torres; Un segle de vida catalana (1961), a cura de Ferran Soldevila o Art of Our Time. Painting and Sculpture throughout the World (Londres, 1966), editat per Will Grohmann. Per no parlar de l'aportació inèdita que faria a final dels cinquanta per a l'ambiciós projecte Historia de la Cultura de Jaume Vicens, que no va arribar a publicar-se. 

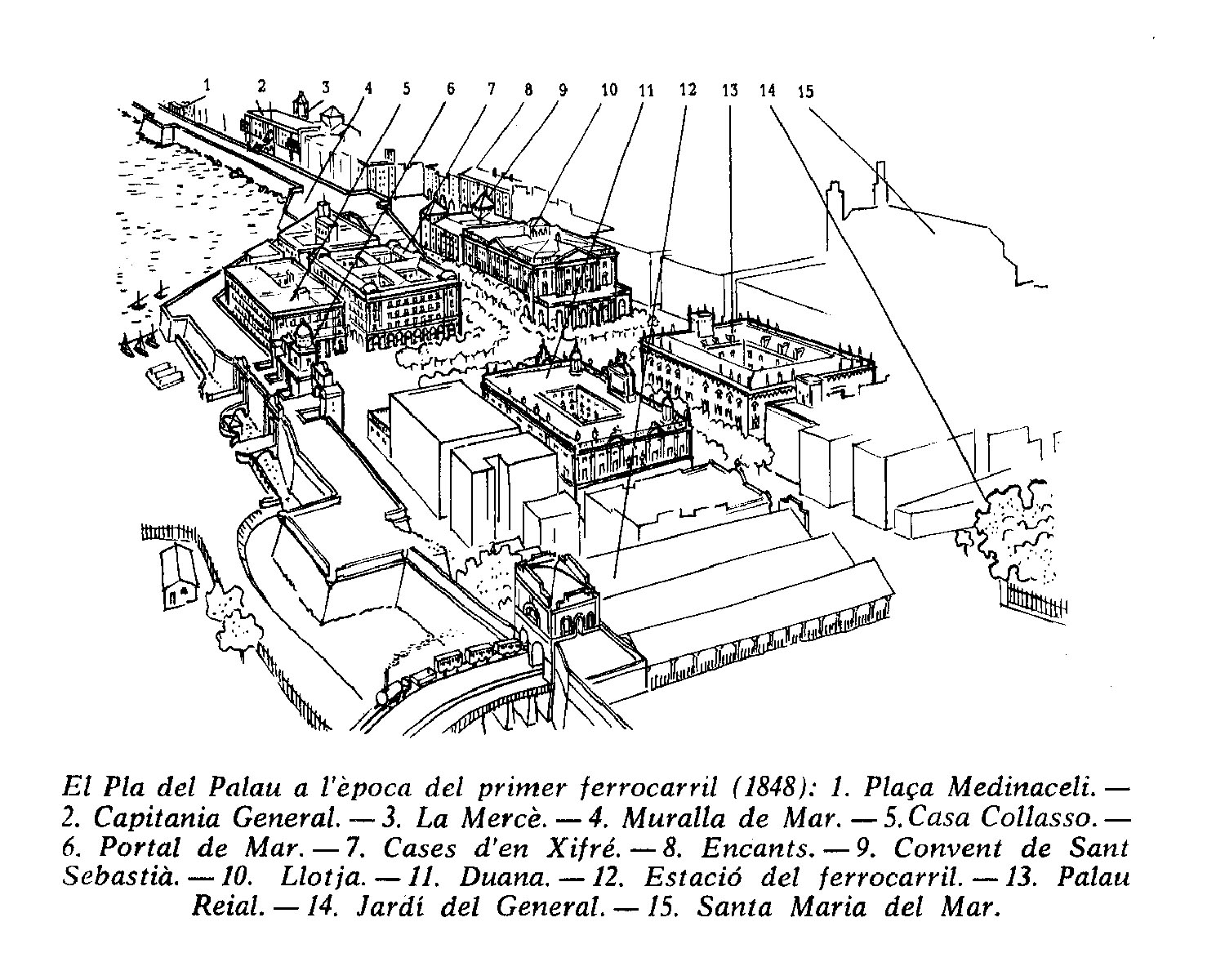
Barcelona pam a pam, amb il·lustracions del mateix autor.

En paral·lel, aniria involucrant-se en la recuperació de les grans individualitats i els grans moviments culturals definidors de la modernitat catalana, en especial del Modernisme, el Noucentisme i les avantguardes, i tractant en volums monogràfics algunes de les seves principals tendències, com El surrealismo (1949), i alguns dels seus noms més emblemàtics (Miró, Gargallo, Tàpies, Cuixart, Tharrats, Villèlia, etc.). Posteriorment, entraria a la revista Serra d'Or el 1962, i confegiria un assaig crític del segle xx a L'art català contemporani (1970), segons uns criteris en què, com en bona part dels seus treballs, privilegiava el contacte directe i la notícia de primera mà per sobre de les recerques arxivístiques o hemerogràfiques. També estudiaria les vinculacions de l'art amb el sistema totalitari a La estética del franquismo (1977). D'altra banda, el seu arrelament ciutadà i el compromís amb la defensa i la promoció del patrimoni artístic i arquitectònic va portar-lo a escriure diverses aproximacions sobre la capital catalana, la més coneguda de les quals és Barcelona pam a pam (1971), que l'editorial Comanegra va reeditar l'any 2012 amb un suplement de l'arquitecta Itziar González i Virós.
Lluny de limitar-se a les tècniques i especialitats artístiques més instituïdes s'endinsà en la valoració de les formes de creativitat popular, els oficis tradicionals o les apropiacions i els nous usos d'aquestes pràctiques seculars, com fou el cas, per exemple, del llibre sobre la Ceràmica catalana (1977). En el terreny del disseny va tenir un paper capdavanter, tant en el pla teòric com en el pràctic, ja que aquesta va ser l'activitat laboral que li va permetre guanyar-se la vida. I si la reflexió intel·lectual i la difusió que va fer de la disciplina ocuparen un lloc primicer i altament rellevant en l'escena cultural catalana, fins al punt de ser l'autor de la primera tesi de llicenciatura dedicada a aquesta temàtica en l'Estat espanyol l'any 1957, el seu rol com a grafista i dissenyador també va suposar un munt d'aportacions originals. Podríem esmentar l'aplicació al terreny publicitari de les formes noves de l'art, en què la troballa estètica es posava al servei d'una funcionalitat conativa, o bé l'ús de vies inèdites i agosarades per projectar públicament un determinat producte. També va introduir elements innovadors en els mecanismes organitzatius i en les formes de treballar de les agències de publicitat en uns moments en què aquestes encara es trobaven en un procés de definició i consolidació de les seves estructures i dinàmiques de funcionament.
L'interès de Cirici no es va circumscriure només al món contemporani occidental, sinó que abraçava múltiples èpoques de la història i societats d'arreu del planeta. D'aquesta àmplia producció, cal destacar treballs com la panoràmica que va desenvolupar per al volum VIII de l'Enciclopedia Labor (1955), Arquitectura gótica catalana (1968) o L'art gòtic català I i II (1977 i 1979), per un costat, i Mil obras maestras del arte universal (1946) o El arte universal (1967), per l'altre. També fou un pioner en la historiografia de l'art japonès a l'Estat espanyol amb el llibre La estampa japonesa (1949).
S'ha d'esmentar finalment l'interès històric i literari dels seus llibres de memòries, en concret Nen, no t'enfilis (1971), El temps barrat (1972), A cor batent (1976) i Les hores clares (1977). Lamentablement la narració s'interromp en el moment que Cirici va retornar a Catalunya després del seu exili a l'Estat francès.

## Maneres de veure
Un dels trets que caracteritzen l'obra de Cirici és la seva capacitat, a frec de la inspiració, per relacionar coses aparentment distants, una mena de mecanisme analògic que també li servia per elaborar grans visions sintètiques de la realitat i de les coses, amarades sempre d'un elevat poder de suggestió. Un procediment que té certes semblances amb l'òptica de l'artista, del creador de mons. Tot i els canvis de perspectiva que va experimentar al llarg de la seva trajectòria, diríem que hi ha una concepció de fons molt arrelada que anà adoptant diverses formulacions, en concret la idea que l'art abraça tots els àmbits de la vida social i no només una esfera particular de l'experiència. Aquesta percepció, que recollia fonts molt diverses –de la noció noucentista de “bellesa civil” a plantejaments d'arrel bauhausiana-, va portar-lo a permeabilitzar les fronteres entre un suposat art elevat i manifestacions tradicionalment adscrites a gèneres menors, o bé a qüestionar la posició privilegiada i progressivament autònoma que havia anat adquirint el domini de l'estètica i que acabaria aïllant-la del seu entorn. D'aquí deriva el distanciament i les reticències que el crític tendí a manifestar cap a les formulacions més endogàmiques i entotsolades de l'art, i, per contra, els seus esforços per inserir-lo dins els processos culturals i/o socials de les societats.
Durant el seu recorregut intel·lectual, Cirici adoptà diferents pautes analítiques. Els anys de la postguerra van pivotar bàsicament al voltant de tres grans línies que tenien les seves arrels en el moment noucentista per bé que enriquides amb aportacions intel·lectuals dels anys de la República. D'una banda, una tendència iconogràfica i d'història de la cultura que recollia la tradició de Josep Pijoan, vinculada als corrents oberts per Emile Mâle i Jakob Burckhardt. D'una altra, l'opció més positivista representada per Josep Puig i Cadafalch. I, finalment, el formalisme d'Eugeni d'Ors que bevia de Heinrich Wölfflin. Un model resultant eminentment eclèctic que alhora recollia nocions geoculturals i la teoria cíclica dels anomenats filòsofs de la història, en primera instància Oswald Spengler o el pensador Francesc Pujols, i posteriorment Arnold Joseph Toynbee, que també era font d'inspiració de Jaume Vicens. Aquest model marcadament idealista, àdhuc amarat de religiositat i misticisme, en què s'evidencia l'empremta neoescolàstica d'un Maritain, dominaria la seva perspectiva fins a mitjan anys cinquanta. Aquest eclecticisme es va reflectir en la nòmina d'artistes a qui va dedicar una major atenció, de Joan Rebull, Jaume Mercadé, Miquel Villà o Jordi Curós a Pablo Picasso, Salvador Dalí, Joan Miró, Angel Ferrant o els components de Dau al Set, molt especialment Antoni Tàpies. Una varietat que també es retroba en la seva mirada a l'escena internacional, amb cites diverses a Paul Klee, Vassili Kandinski Hans Arp, Henry Moore, Massimo Campigli, Jean Bazaine o Georges Rouault, entre molts altres.
Les transformacions que des de final dels anys cinquanta van viure les societats catalana i espanyola arran de l'obertura econòmica, el desenvolupament industrial, la penetració de la cultura burgesa de consum, l'augment de contactes amb l'exterior i la progressiva reorganització i emergència de les forces antifranquistes, així com l'efervescència de l'esquerra a nivell internacional, van propiciar una modificació significativa dels planteigs de Cirici i també el seu allunyament de les esferes institucionals i dels grups de poder vinculats a l'ordre estatal.
Els llibres L'arquitectura catalana (1955), L'escultura catalana (1957) i La pintura catalana (1959) assenyalen el pas cap a una visió més social i materialista de l'art. En aquest moment de trànsit, tocat encara per l'empremta idealista, atengué l'aportació informalista i corrents propers, de Tàpies, Cuixart o Saura a Wols, Fautrier o Pollock; mentre que els anys seixanta es van caracteritzar per la seva progressiva defensa d'una aproximació científica a l'art, cosa que el portà a l'adopció d'un enfocament sociologitzant que en part ja es trobava implícit en els seus primers planteigs quan ajuntava el concepte d'art al de cultura. L'assaig Art i societat (1964), influït per autors com Walter Gropius, Arnold Hauser, Giulio Carlo Argan, Jean Paul Sartre, Herbert Read o Pierre Francastel, fou una de les expressions més rellevants d'aquesta òptica. En aquella conjuntura, Cirici va advocar sobretot pels artistes que conjuminaven una motivació constructiva i una reflexió crítica a l'entorn dels llenguatges artístics i els nous mitjans de difusió massius amb un afany d'incidència i transformació social. Una opció que veia reflectida especialment en les experiències vinculades a la recerca visual i a tendències neoconcretes, cas d'Andreu Alfaro o el Grup Parpalló, però sobretot en els nous realismes i certes derivacions de l'art pop que tenien en Jordi Galí o Àngel Jové, però sobretot en l'Equip Crònica i altres autors valencians afins el seu principal punt de referència. El grup d'artistes catalans a París, entre els quals Joan Rabascall, Antoni Miralda, Benet Rossell o Jaume Xifra, també foren objecte del seu interès. I quant al marc global, podem esmentar Max Bill, Julio Le Parc, Yves Klein, Maurice Raynal, Robert Rauschenberg, Claes Oldenburg o Andy Warhol.
La voluntat d'enriquir la seva perspectiva va portar-lo a la incorporació d'esquemes analítics inspirats en l'estructuralisme i la semiòtica, en què reformulava aspectes del model formalista i iconogràfic conreat en anys anteriors. En aquest cas, els seus principals referents foren alguns intel·lectuals italians del Gruppo 63, entre els quals Umberto Eco, Galvano Della Volpe i Gillo Dorfles, sota l'empara d'Antonio Gramsci, així com els francesos Claude Lévi-Strauss, Roland Barthes o Michel Foucault. Posteriorment es decantà cap a una visió més elaborada fruit d'una síntesi original entre semiòtica i sociologia, en què partint de l'anàlisi de la configuració formal de les obres intentava copsar les dinàmiques socials a què responien. Com a autors més influents d'aquesta etapa podríem citar Lucien Goldmann o Frederick Antal. És significatiu d'aquest procés que l'any 1971 fes el llibre Miró llegit des d'una perspectiva entre iconològica i semiològica, i que poc més tard li'n dediqués un altre, Miró mirall (1977), d'orientació predominatment sociològica. Sota aquests plantejaments, va defensar les noves manifestacions artístiques que posaven en qüestió l'obra d'art tradicional, de l'art pobre a les pràctiques conceptualistes. Els artistes alineats en aquestes orientacions a qui dedicà més atenció foren Sílvia Gubern, Antoni Llena, Josep Ponsatí, Fina Miralles, Ferran Garcia Sevilla, Jordi Benito o Carles Pazos. Mentre que Germano Celant, Wolf Vostell, Joseph Beuys, Timm Ulrichs, Robert Morris, Joseph Kosuth o Hans Haacke foren alguns dels noms d'arreu del món que va atendre.
En els seus darrers anys mantingué una pugna ideològica amb el postmodernisme conservador, la dominant cultural tardocapitalista que s'imposà durant el postfranquisme en un context marcat per la refundació juridicopolítica de l'Estat espanyol, la creixent hegemonia neoliberal i el reflotament d'opcions artístiques neotradicionalistes, assentades en una retòrica de caràcter historicista.
Enfront d'aquell postmodernisme, Cirici va propugnar la necessitat d'una perspectiva històrica de base sociologicodialèctica, antidogmàtica i oberta als diversos mètodes analítics, que considerés el fet que l'obra d'art a més de ser una articulació formal també expressava una cosmovisió condicionada socialment. La concepció d'història total elaborada per Pierre Vilar no resulta aliena a una proposta crítica que es volia en construcció permanent i en la qual Cirici vindicava el paper de la recerca artística no solament com a testimoni de l'esdevenir cultural i espiritual de la humanitat, sinó també com una forma específica i insubstituïble d'il·luminació racional i d'alliberament humà. L'artista Joan-Pere Viladecans, percebut com el principal continuador de la tradició que anava de Miró a Tàpies passant per Joan Brossa, així com Antoni Muntadas, provinent del conceptualisme i refractari als nous restauracionismes, o el jove Pep Duran foren tres dels autors més valorats en aquella conjuntura marcadament involutiva.

## Obra (bibliografia)

### Principals aportacions crítiques, assagístiques i d'història de l'art
- Picasso antes de Picasso (1946)
- Mil obras maestras del arte universal, vol. I i II (1946)
- Mil joyas del arte español, vol. I i II (1947-1948) amb Frederic-Pau Verrié i Faget
- El surrealismo (1949)
- Miró y la imaginación (1949)
- La estampa japonesa (1949).
- El arte modernista catalán (1951)
- Barcelona (1952)
- Tàpies o la transverberació (1954)
- Cuixart (1955)
- L'arquitectura catalana (1955)
- L'escultura catalana (1957)
- La pintura catalana, vol. I i II (1959)
- Cardona Torrandell (1960)
- Art i societat (1964)[5]
- El arte universal (1967)
- Arquitectura gótica catalana (1968)
- L'art català contemporani (1970)
- Tàpies, testimoni del silenci (1970)
- Miró llegit. Una aproximació estructural a l'obra de Joan Miró (1971)
- Barcelona pam a pam (Barcelona: Editorial Teide, 1971)
- Gargallo i Barcelona (1975)
- La estética del franquismo (1977)
- Ceràmica catalana (1977)
- Miró mirall (1977)
- L'art gòtic català, vol. I i II (1977 i 1979)
- Fenosa, comme une flamme d'eau (1980)
- Museus d'art catalans (1982)

### Memòries
- 1972 Nen, no t'enfilis
- 1973 El temps barrat[5]
- 1976 A cor batent
- 1977 Les hores clares
- 2014 Diari d'un funàmbul (ed. Comanegra). Un recull pòstum de les vivències, els dibuixos i els pensaments que Alexandre Cirici va bolcar a les seves llibretes Electra entre el 1946 i el 1961.[2]

## Premis
- 1971 Lletra d'Or per L'art català contemporani
- 1971 Serra d'Or d'assaig per L'art català contemporani
- 1972 Serra d'Or d'assaig per Miró llegit: una aproximació estructural a l'obra de Joan Miró
- 1972 Josep Pla per El temps barrat

## Fons
La Filmoteca de Catalunya conserva material relacionat amb la pel·lícula d'animació, Érase una vez, dirigida per ell.